# Ilybius quadriguttatus

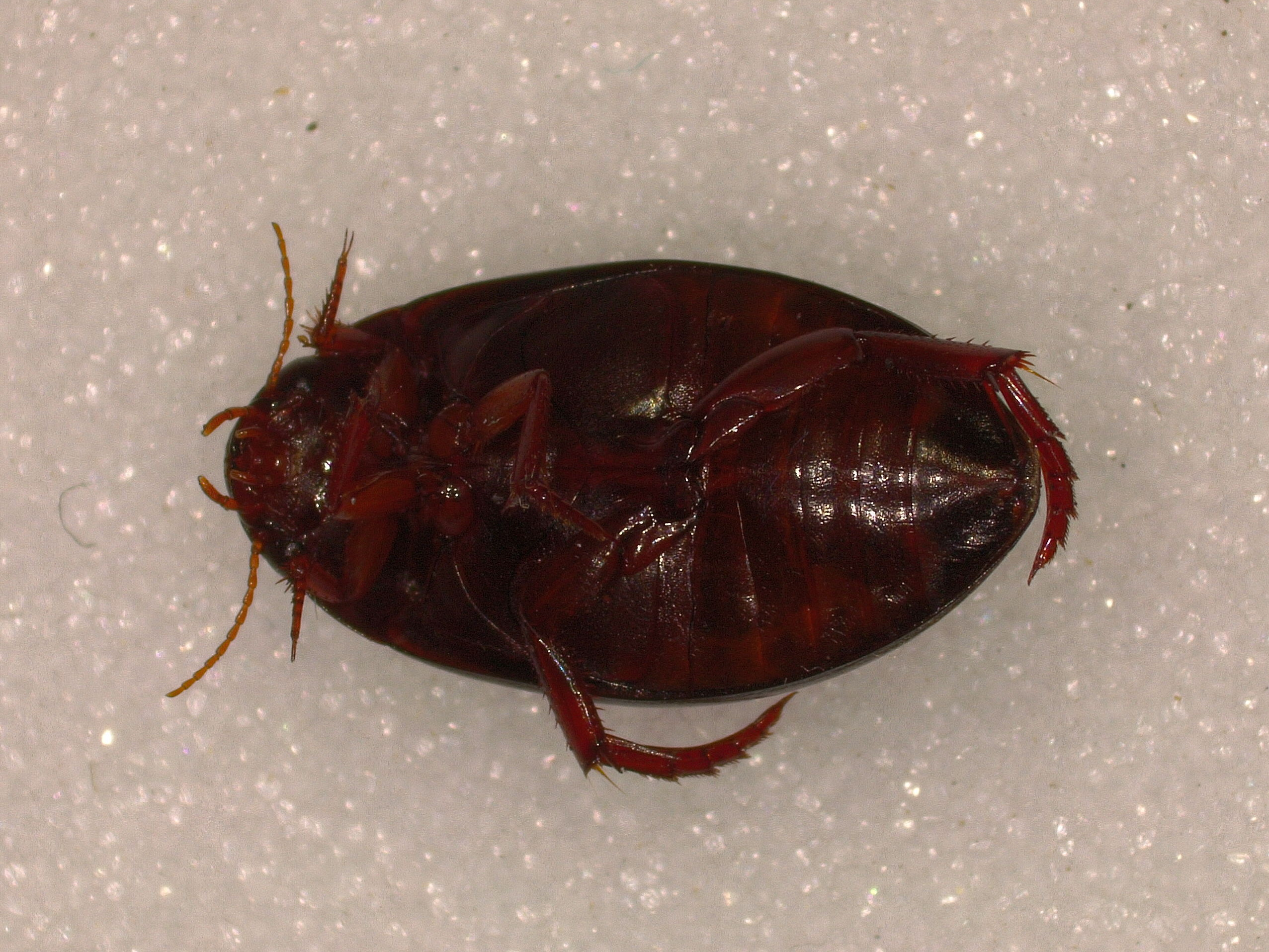
Unterseite eines Exemplars

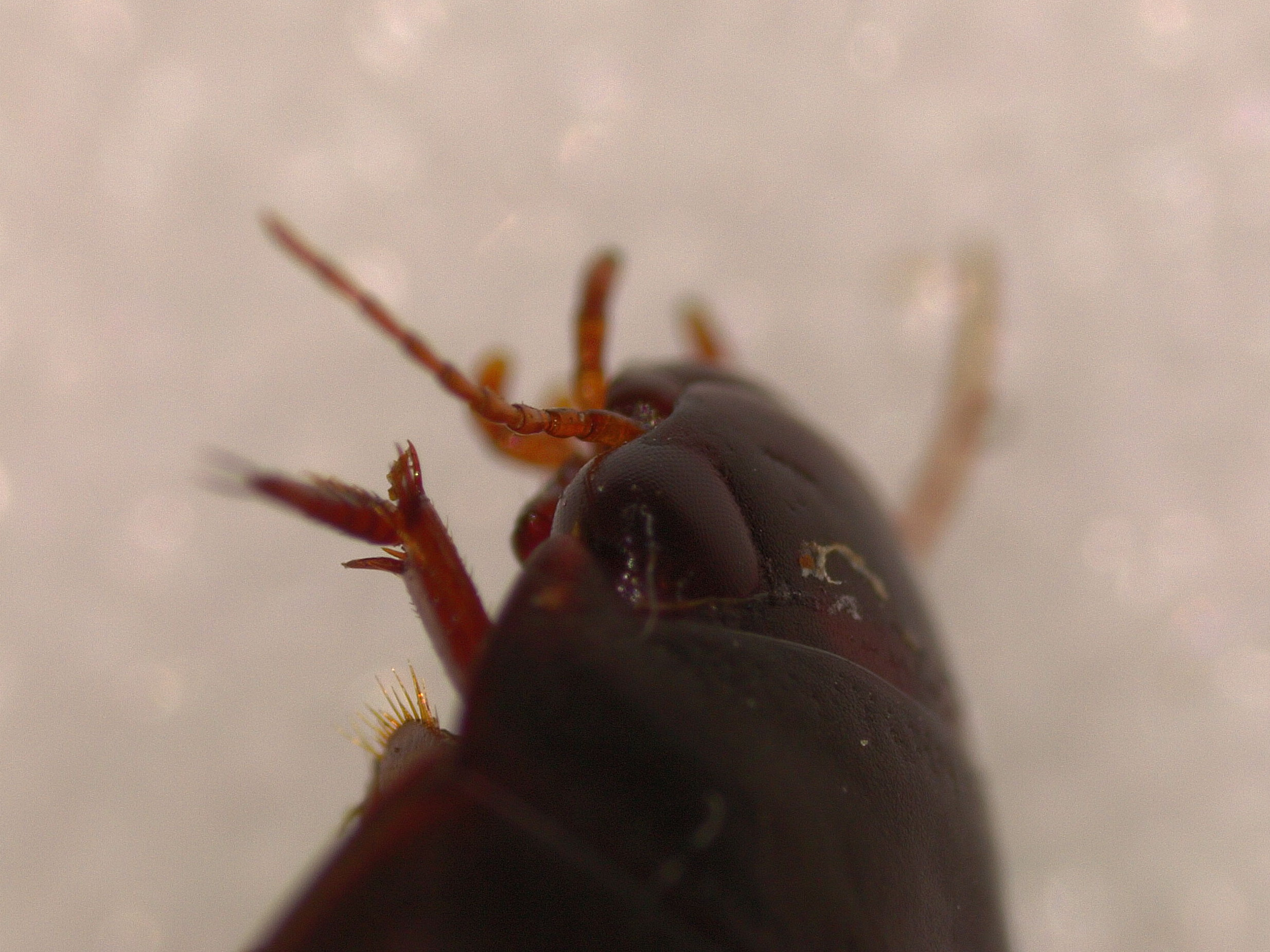
Teile des Kopfes eines Weibchens

Ilybius quadriguttatus ist eine Art der Schwimmkäfer und in Europa beheimatet. Arten der Gattung Ilybius werden häufig als Schlammschwimmer bezeichnet, sollten dabei aber nicht mit der Gattung Hygrobia verwechselt werden.

## Merkmale
Die Körperlänge beträgt etwa 10–12 mm. Der länglich-ovale Körper ist mattschwarz und am breitesten hinter der Körpermitte. Auf dem Kopf befinden sich zwei rötliche Flecken, an den hinteren Seiten und Enden der Flügeldecken (Elytren) befinden sich nochmals je zwei rötliche Flecken. Die Beine sind dunkelbraun, die Antennen etwas heller braun gefärbt. Das letzte Beinpaar ist zu Schwimmbeinen ausgebildet; diese sind mit deutlich erkennbaren Härchen besetzt. Die Bauchseite ist rötlichbraun gefärbt. Die hinteren Tarsen weisen Klauen mit unterschiedlicher Länge auf – die äußere Klaue ist kürzer und stärker gebogen. Die äußeren Vorderklauen der Männchen besitzen einen Zahn an der Innenbiegung. Die Art ist schwer bestimmbar, da in Mitteleuropa eine ganze Reihe sehr ähnlicher Arten der Gattung Ilybius leben, beispielsweise Ilybius fenestratus.  Besonders ähnlich ist die Art Ilybius guttiger. Sie ist mit 8,5–10 mm Länge etwas kleiner und weist eine weniger gezahnte äußere Kralle an den Vordertarsen auf. Auch die seltene Art Ilybius similis ist sehr ähnlich. Sie wird ebenfalls etwa 10,5–11,5 mm lang und ist eine nördlich verbreitete Art. Eine dritte ähnliche Art ist Ilybius subaeneus, die ähnliche Größen erreicht und in Mittel- und Nordeuropa lebt, in Deutschland jedoch seltener ist.

## Verbreitung und Lebensraum
Die Art ist weit verbreitet in Europa und kommt östlich bis in den Kaukasus und den Ural vor. Nachweise gibt es vor allem aus Mittel- und Nordeuropa. Dabei bewohnt sie auch Irland, Großbritannien und Fennoskandinavien, wobei sie in Schottland, dem Süden Irlands oder den zentralen Teilen Finnlands fehlt. Südlich der Alpen scheint die Art weniger verbreitet zu sein, ist aber beispielsweise aus Italien und Kroatien bekannt. In Südwesteuropa kommt sie bis zum Nordosten der Iberischen Halbinsel vor, in Südosteuropa reicht ihr Verbreitungsgebiet bis nach Serbien, Rumänien und Bulgarien. Insgesamt ist die Art Richtung Norden häufiger zu finden.
Als Lebensraum dienen permanente, pflanzenreiche, stehende Gewässer, vor allem wenn Laichkraut (Potamogeton) wächst. Die Art bevorzugt Gewässer mit einem ungefähr neutralen pH-Wert. In den nördlicheren Teilen Europas bewohnt die Art häufig auch Marschland, in den südlicheren Teilen zunehmend Waldländer oder alpine Gewässer in Mittel- und Hochgebirgen. Wie auch die anderen Ilybius-Arten ist diese Art nicht selten, aber aufgrund von Lebensraumverlust örtlich stark in ihrem Bestand zurückgegangen.

## Lebensweise
Larven und adulte Käfer leben räuberisch. Die Larven kann man an den hellen Flecken auf dunklem Grund erkennen. Meist sitzen sie am Grund des Gewässers, obgleich sie gute Schwimmer sind. Am Prothorax liegen große Drüsen, die einen wirksamen Abwehrstoff produzieren. Dadurch werden sie für viele potentielle Feinde ungenießbar. Dieses Gift unterscheidet sich chemisch von dem der Gelbrandkäfer, die wie die meisten Schwimmkäfer ebenfalls einen Giftstoff produzieren. Die Larven entwickeln sich im Sommer, verpuppen sich außerhalb der Gewässer im Boden und schlüpfen im Herbst. Adulte Käfer kann man das ganze Jahr über finden. Sie überwintern im Boden oder unter Material am Bodengrund der Gewässer und sind am häufigsten im Mai und Juni zu sehen. Die Fortpflanzungszeit ist im Frühling und Frühsommer, kann sich aber auch weiter in den Sommer hineinziehen. Gerade bei warmem Wetter kann man die Art dabei beobachten, wie sie zwischen den Pflanzen der Gewässer herumschwimmt und dabei auch im offenen Wasser vorkommt. Dieses Verhalten zeigen jedoch viele Schwimmkäferarten.

## Taxonomie
Die Art wurde 1835 von Jean Théodore Lacordaire unter dem Namen Colymbetes quadriguttatus erstbeschrieben. Weitere Synonyme der Art sind Ilybius obscurus (Marsham, 1802) und Dytiscus obscurus Marsham, 1802.